# Аркейн (мультсериал)
«Арке́йн» (англ. Arcane, название в заставке — «Arcane: League of Legends») — мультипликационный сериал в жанре приключенческого фэнтези по вселенной игры League of Legends, созданной американской компанией Riot Games. Мультсериал был произведён французской студией Fortiche под руководством Riot Games и выпущен на стриминговом сервисе Netflix. О создании сериала было объявлено во время десятилетия игры в 2019 году. Первый сезон выходил с 6 по 20 ноября 2021 года. Второй и финальный сезон выходил с 9 по 23 ноября 2024 года.
Действие происходит в вымышленных городах вселенной League of Legends Пилтовере и Зауне. Сюжет рассказывает историю двух сестёр Вай и Джинкс и тех сил, которые развели их по разные стороны баррикад.
Мультсериал был тепло встречен критиками, которые высоко оценили его сюжет и проработку мира, персонажей, эмоциональную нагрузку и игру актёров озвучки. Некоторые также отметили, что ему удалось не только удовлетворить интерес фанатов, но и привлечь внимание простых зрителей, не знакомых со вселенной игры. Сериал установил рекорд просмотров на Netflix в течение недели после премьеры, заняв первое место в чарте топ-10 в 52 странах и второе в США.

## Сюжет
Сюжет мультсериала фокусируется на событиях, происходящих в двух городах — процветающем, утопическом Пилтовере и захудалом, угнетающем Зауне. Оба города являются частью мира Рунтерра, хотя в остальном они имеют существенные различия. Напряжённость между городами резко возросла с момента создания технологии Хекстек (англ. Hextech), с помощью которой каждый человек может управлять магической энергией. В Зауне в это время появляется новый сильнодействующий наркотик Мерцание (англ. Shimmer), который превращает людей в зависимых монстров. Соперничество, которое существует между этими двумя городами, послужило причиной вражды среди людей, которая иногда приводит к раздору между близкими людьми. Мультсериал рассказывает о взаимоотношениях таких персонажей, как Вай, Джинкс, Кейтлин, Джейс, Виктор, Экко, Синджед, Хеймердингер и других.

## В ролях

### Основной состав
- Хейли Стайнфелд — Вайолет / Вай
- Элла Пернелл — Паудер / Джинкс
  - Миа Синклер Дженнесс — Паудер в детстве
- Кевин Алехандро — Джейс Талис
  - Фаустино Дюран — Джейс в детстве
- Кэти Льюнг — Кейтлин Кирамман
  - Молли Харрис — Кейтлин в детстве
- Джейсон Спайсэк — Силко
- Гарри Ллойд — Виктор
  - Эдан Хейхерст — Виктор в детстве
- Токс Олагундойе — Мэл Медарда
  - Имоджен Фейрс — Мэл в детстве
- Джейби Бланк — Вандер/Варвик и Болбок
- Рид Шеннон — Экко
  - Майлз Браун — Экко в детстве
- Мик Уингерт — Сесил Б. Хеймердингер
- Амира Вэнн — Севика
- Эллен Томас — Амбесса Медарда
- Бретт Такер — Синджед

### Второстепенный состав
- Реми Хай — Маркус и Тобиас Кирамман
- Эбигейл Марлоу — Кассандра Кирамман, Ева и Ренни
- Юрий Ловенталь — Майло
- Роджер Крейг Смит — Клаггор
- Джош Китон — Декард и Сейло
- Фред Таташор — Бензо
- Шохре Агдашлу — Грейсон
- Мара Жюно — Шула и Жюль
- Дэйв Митчелл — Верн, Хоскел и Гарольд
- Miyavi — Финн
- Эрика Линдбек — Элора
- Мира Фурлан — Бабетта
- Билл Лобли — Гек
- Кимберли Брукс — Скай Янг и Марго
- Салли Саффиоти — Амара

## Список серий
| Сезон | Серии | Серии | Даты показа   | Даты показа     |
| Сезон | Серии | Серии | Первая серия  | Последняя серия |
| ----- | ----- | ----- | ------------- | --------------- |
| 1     | 9     | 9     | 6 ноября 2021 | 20 ноября 2021  |
| 2     | 9     | 9     | 9 ноября 2024 | 23 ноября 2024  |

### Сезон 1 (2021)
| Акт 1 |   |                                                                                    |                            |                               |                |
| 1 | 1 | «Добро пожаловать в игру» «Welcome to the Playground»                              | Паскаль Шаррю и Арно Делор | Кристиан Линке и Алекс Йи     | 6 ноября 2021  |
| За несколько лет до текущих событий жители оккупированного нижнего города Зауна, поднявшие мятеж, терпят сокрушительное поражение против миротворцев Пилтовера на мосту через реку, разделяющую города. Лидер неудавшегося восстания Вандер подобрал и вырастил двух сестёр Вай и Паудер, потерявших родителей в битве, как своих дочерей. В настоящем подросшие Вай, Паудер, их приёмные братья Клаггор и Майло по наводке своего знакомого Экко пробираются в верхний город, чтобы обокрасть лабораторию в богатом районе. Паудер находит в лаборатории магические кристаллы — один из них при падении взрывается, разрушая дом, и воры вынуждены бежать. По возвращении они сталкиваются с шайкой разбойника Декарда, и в ходе драки Паудер выбрасывает сумку с награбленным в реку, за исключением кристаллов, оставшихся в кармане. Раздосадованный Вандер — теперь хозяин бара «Последняя капля» и самая авторитетная фигура в нижнем городе — вынужден объясняться с шерифом миротворцев Грейсон; он не выдаёт своих воспитанниц. Тем временем Декард докладывает о произошедшем криминальному боссу Силко и алхимику Синджеду, которые занимаются тестированием нового мутагена под названием «Мерцание». |   |                                                                                    |                            |                               |                |
| 2 | 2 | «Некоторые тайны лучше оставить в покое» «Some Mysteries Are Better Left Unsolved» | Паскаль Шаррю и Арно Делор | Ник Ладдингтон                | 6 ноября 2021  |
| Лаборатория, которую ограбила шайка Вай, принадлежала студенту академии Джейсу — теперь ему приходится отвечать за незаконные эксперименты: магия в Пилтовере под запретом. Когда-то Джейс и его мать едва не погибли в горах, но некий рунный маг спас им жизни, чудесным образом перенеся в безопасное место; с тех пор юноша надеется с помощью магии привести Пилтовер к новым высотам. Наставник Джейса профессор Хеймердингер призывет его повиниться перед Советом Пилтовера; Джейс произносит речь в защиту магии, но советники не желают его слушать. Джейса изгоняют из академии, перед ним закрывает двери дом Кирамман, спонсировавший его исследования, его труды под угрозой уничтожения. Тем не менее у него находится тайный союзник — ассистент Хеймердингера Виктор, предлагающий свою помощь. В нижнем городе Вандер оказывается между двух огней: миротворцы требуют выдать хоть кого-то, чтобы тот ответил за взрыв в Пилтовере, а жители Линий, собирающиеся в «Последней капле», грозятся поднять новый бунт. Вандер не желает нарушать нейтралитет, поэтому Вай решает сдаться властям, чтобы отвести угрозу от своей семьи. |   |                                                                                    |                            |                               |                |
| 3 | 3 | «Без насилия не будет перемен» «The Base Violence Necessary for Change»            | Паскаль Шаррю и Арно Делор | Эш Брэннон                    | 6 ноября 2021  |
| В прошлом Вандер и Силко были словно братья и вместе боролись против гнёта верхнего города, до тех пор, пока Вандер не предал Силко и попытался утопить того в реке. Силко был изуродован, но выжил и всё ещё надеется завоевать независимость Зауна любой ценой; Вандер же годы спустя после неудавшегося мятежа заключил мир с властями. Вандер успевает перехватить Вай и сам сдается шерифу Грейсон. Вмешивается Силко: Декард, превратившийся в монстра под действием Мерцания, убивает Грейсон и её спутников, кроме офицера Маркуса; Вандер же попадает в плен к Силко. Вай, Майло и Клаггор отправляются на выручку, оставив дома Паудер и Экко. В верхнем городе Джейс и Виктор с помощью советницы Мэл Медарды пробираются в лабораторию Хеймердингера и создают первую машину, работающую на магии — эта технология получает название «Хекстек». Вай, Клаггору и Майло удаётся проникнуть на фабрику Силко, где производится Мерцание и содержится Вандер. Им почти удаётся его выручить, но Паудер тоже пытается помочь — самовольно добирается до фабрики и запускает заводную обезьянку с украденным кристаллом. Магические взрывы разрушают фабрику и убивают Клаггора и Майло; тяжело раненный Вандер, приняв Мерцание, спасает Вай, но сам умирает. Между сёстрами происходит ссора; Вай называет Паудер «джинкс» (от англ. jinx — сглаз) и уходит, но её хватает Маркус. Плачущая Паудер, оставленная сестрой, бросается в объятия нашедшего её Силко, и тот забирает девочку к себе. |   |                                                                                    |                            |                               |                |
| Акт 2 |   |                                                                                    |                            |                               |                |
| 4 | 4 | «С Днём Прогресса!» «Happy Progress Day!»                                          | Паскаль Шаррю и Арно Делор | Дэвид Данн                    | 13 ноября 2021 |
| Прошло несколько лет, благодаря Хекстеку верхний город преобразился — повсюду новые здания и машины, «Хекс-врата» мгновенно перемещают дирижабли в другие части света. К двухсотлетию города и ежегодному Дню Прогресса Джейс должен выступить с речью — он и Виктор разрабатывали новые технологии, и важнейшей из них стали стабилизированные хекстек-самоцветы — бесценные источники энергии. Хеймердингер призывает их повременить с представлением ввиду опасности технологии, и Джейс соглашается с ним, произнеся речь, но не показав самоцвет; благодаря интригам Мэл Медарды его вводят в состав Совета. Повзрослевшая Паудер, теперь известная под именем Джинкс, работает на Силко и помогает перевозить на дирижаблях контрабандные товары, в том числе бочки с Мерцанием. На одну из поставок совершает нападение банда Поджигателей из нижнего города, и хотя Джинкс удаётся дать отпор, груз оказывается потерян. Пытаясь заслужить признание Силко, Джинкс вечером праздничного дня устраивает в верхнем городе взрыв, убивая шестерых миротворцев, и похищает созданный Джейсом и Виктором самоцвет. Расследуя нападение, миротворец Кейтлин — наследница дома Кирамман и старая подруга Джейса — отправляется в тюрьму Стиллуотер, где находит в заключении Вай, которую когда-то похитил Маркус. |   |                                                                                    |                            |                               |                |
| 5 | 5 | «Каждый хочет стать мне врагом» «Everybody Wants to Be My Enemy»                   | Паскаль Шаррю и Арно Делор | Аманда Овертон                | 13 ноября 2021 |
| Кейтлин добивается освобождения Вай, чтобы та сопроводила её в нижний город; их зацепкой являются остатки взрывного устройства, разрисованного Джинкс. Кейтлин и Вай посещают бордель, где Вай узнаёт от старой знакомой местоположение подручной криминального босса. Силко выстроил на торговле Мерцанием криминальную империю, чтобы противостоять Пилтоверу; Маркус, ставший шерифом, получает от него взятки — под давлением наркобарона Маркус обвиняет во взрыве и ограблении Поджигателей, а не Джинкс. Силко надеется, что с помощью хекстек-самоцвета Джинкс разработает оружие, которое позволит нижнему городу наконец отвоевать независимость. Когда Джинкс отказывается, вспоминая трагедию на фабрике, Силко устраивает для приёмной дочери церемонию крещения в реке, где он едва не погиб, помогая ей отринуть болезненное прошлое. В верхнем городе Джейс и Мэл плетут интриги, склоняя других советников на свою сторону; они становятся любовниками. Виктор поглощён научными исследованиями; состояние его здоровья становится всё хуже. Он попадает к врачам и о его состоянии становится известно другим. Вай находит Севику, правую руку Силко, надеясь узнать что-то о Паудер и вступает в схватку с ней. Старшая из сестер узнает, что младшая - Джинкс, которая работает на криминального босса по собственной воле, но получает ранение. Будучи раненой, Вай сбегает с помощью Кейтлин. |   |                                                                                    |                            |                               |                |
| 6 | 6 | «Когда эти стены рушатся» «When These Walls Come Tumbling Down»                    | Паскаль Шаррю и Арно Делор | Алекс Йи                      | 13 ноября 2021 |
| Виктор и Джейс разрабатывают «хекс-ядро» — самообучающуюся машину, которая может взаимодействовать с живой материей; они надеются, что с её помощью можно будет вылечить Виктора. Однако это творение пугает Хеймердингера, и он требует от Джейса и Виктора уничтожить хекс-ядро. Джейс добивается отставки профессора из Совета; Виктор обращается за советом к алхимику Синджеду, создателю Мерцания — когда-то именно Синджед был его первым учителем. Силко угрожает шерифу Маркусу, требуя, чтобы тот избавился и от Вай, и от Кейтлин. Маркус мобилизует миротворцев и отрезает пути в верхний город. Вай и Кейтлин находят безопасное место; Кейтлин с помощью наркомана Хака добывает немного Мерцания — наркотик служит для Вай лекарством, но Хак предаёт девушек, за очередную дозу показав Силко, где они прячутся. Вай и Кейтлин удаётся сбежать; Джинкс, узнав о появлении старшей сестры в нижнем городе, забирается на высокую башню и поджигает синий фальшфейер, который ей когда-то дала Вай, чтобы найти её. Сёстры на короткое время воссоединяются, но присутствие Кейтлин — миротворца — накаляет обстановку; на них нападают Поджигатели, которым удаётся похитить Вай и Кейтлин и завладеть хекстек-самоцветом. |   |                                                                                    |                            |                               |                |
| Акт 3 |   |                                                                                    |                            |                               |                |
| 7 | 7 | «Мальчик-спаситель» «The Boy Savior»                                               | Паскаль Шаррю и Арно Делор | Ник Ладдингтон                | 20 ноября 2021 |
| Предводителем Поджигателей оказывается Экко, старый друг сестёр; под его началом Поджигатели выстроили безопасное убежище для жертв наркоторговли и сражаются с распространением Мерцания. Экко пытается убедить Вай, что бесполезно взывать к сестре — Паудер больше нет, Джинкс верна только Силко и смертельно опасна. Силко уверяет Джинкс, что не знал, что её сестра жива, и говорит, что им необходимо создать оружие с использованием хекстека. Мэл уговаривает Джейса использовать науку для защиты города, создав хекстек-оружие: между верхним и нижним городом может вспыхнуть война, а Пилтоверу угрожают и иностранные державы. Виктор по совету Синджеда использует тайком пронесённое в верхний город Мерцание, чтобы модифицировать хекс-ядро. Кейтлин и Экко направляются по мосту в верхний город, намереваясь передать самоцвет Совету, тогда как Вай остаётся в нижнем городе, чтобы искать сестру; когда героев перехватывает шериф Маркус, Вай приходит Кейтлин на помощь — это подстёгивает ревность выследившей их Джинкс. Джинкс использует рой механических бабочек со взрывчаткой, чтобы устроить на мосту взрыв, перебив миротворцев во главе с Маркусом и ранив Кейтлин. Вай и Кейтлин скрываются в верхнем городе, тогда как Экко даёт Джинкс отпор — он одерживает верх, но не может добить старую подругу, и Джинкс взрывает гранату, ранив их обоих. |   |                                                                                    |                            |                               |                |
| 8 | 8 | «Масло и вода» «Oil and Water»                                                     | Паскаль Шаррю и Арно Делор | Бен Ст. Джон и Молли Ст. Джон | 20 ноября 2021 |
| Силко находит на мосту тяжелораненную Джинкс — ей удалось украсть у своих противников хекстек-самоцвет, так что Вай и Кейтлин остались ни с чем. Силко относит Джинкс к Синджеду, требуя спасти ей жизнь, и тот проводит болезненную операцию, накачивая девушку большим количеством Мерцания. В город прибывает мать Мэл Медарды Амбесса — это воинственный генерал империи Ноксус, и она заинтересована в хекстек-оружии; Мэл приходится выбирать между верностью Пилтоверу и собственной семье. Хеймердингер, потерявший всякую власть и влияние в верхнем городе, посещает нижний и встречает там выжившего после взрыва Экко. Эксперименты Виктора с хекс-ядром превращают его в киборга, но приводят к гибели влюблённой в него ассистентки Скай. Кейтлин и Вай предстают перед Советом Пилтовера, но советники не считают Силко угрозой. Вай, однако, удаётся убедить Джейса; они используют разработанное им оружие — молот и боевые перчатки — и во главе отряда миротворцев атакуют одну из фабрик Силко, которую обороняют усиленные Мерцанием солдаты-«химтанки». Этот рейд заканчивается победой, но Джейс случайно убивает ребёнка. Кейтлин в верхнем городе переживает разрыв с Вай; в её дом неожиданно проникает Джинкс. |   |                                                                                    |                            |                               |                |
| 9 | 9 | «Монстр, созданный тобой» «The Monster You Created»                                | Паскаль Шаррю и Арно Делор | Кристиан Линке и Алекс Йи     | 20 ноября 2021 |
| Джейс, неожиданно ставший убийцей и осознавший к чему может привести война между городами, решает пойти на переговоры с Силко. Джейс и Силко выдвигают друг другу жёсткие требования: Пилтовер признает независимость Зауна, но Силко должен выдать Джинкс как виновницу конфликта. Необходимость выбирать между независимостью Зауна и Джинкс ставит наркобарона в тупик — Силко признаётся в этом, сидя перед статуей Вандера, и прячущаяся за ней Джинкс слышит это признание. Экко показывает Хеймердингеру своё убежище, и бывший советник решает остаться и предложить свою помощь. Вай вторгается в «Последнюю каплю» и даёт Севике бой-реванш, из которого выходит победительницей — однако Джинкс оглушает и похищает её. Она собирает в своем убежище связанными всех троих — Вай, Кейтлин и Силко — обвиняет их во лжи и предлагает Вай пистолет, чтобы та сделала выбор: либо Джинкс, либо Кейтлин. Кейтлин освобождается и предпринимает попытку убить Джинкс, но та одерживает верх. И Вай, и Силко пытаются перетянуть Джинкс на свою сторону; в конечном счёте Силко завладевает пистолетом и пытается застрелить Вай. Джинкс в паническом припадке случайно расстреливает его и тут же раскаивается в содеянном. Умирая, Силко заверяет свою приёмную дочь, что никогда бы не отдал её Пилтоверу. Джинкс наконец принимает свою новую личность и признаётся сестре, что они уже не смогут жить, как прежде — изменилась и одна, и другая. С помощью хекстек-самоцвета она запускает ракету с боеголовкой через реку, прямо в зал Совета, где в это время советники одобряют независимость Зауна. |   |                                                                                    |                            |                               |                |

### Сезон 2 (2024)
| Акт 1 |   |                                                                       |                                                        |                                    |                |
| 10 | 1 | «Тяжела корона» «Heavy Is the Crown»                                  | Арно Делор, Барт Манури, Паскаль Шаррю, Этьенн Маттера | Аманда Овертон                     | 9 ноября 2024  |
| Джейс, Мэл, а также советники Шула и Сейло выживают после попадания ракеты Джинкс, при этом Сейло становится калекой. Остальные советники, включая мать Кейтлин, погибают. Виктор смертельно ранен, и, чтобы спасти его, Джейс использует на нём хекс-ядро, которое он обещал уничтожить. Совет обсуждает ответные меры против Зауна, Мэл выступает против использования хекстека. Вай отказывается от предложения Кейтлин стать миротворцем, вспоминая, как они же убили её родителей во время последнего бунта Вандера. Позже Вай знакомится с миротворцами Лорисом и Мэдди Нолан. От Мэдди Вай узнает, что Кейтлин поручилась за неё после атаки Джейса на завод Силко. Вай и Лорис посещают мемориал павшим советникам. Во время панихиды мемориал подвергается нападению химбаронессы Ренни, которая мстит за убийство её сына Джейсом. Вай, Кейтлин и миротворцы сражаются против команды Ренни, пока не подоспевают Амбесса со своими солдатами и не убивают их. Понимая, что использование хекстека неизбежно, Джейс начинает разрабатывать новое оружение и снабжает Кейтлин, повышенную теперь до командира, специальной винтовкой. Кейтлин собирает оперативную группу, включая Вай, чтобы противостоять Джинкс и оставшимся химбаронам. Синджед находит в пещере двухголового волка и готовится использовать на нём канистру с токсичным газом. |   |                                                                       |                                                        |                                    |                |
| 11 | 2 | «Смотреть, как всё горит» «Watch It All Burn»                         | Арно Делор, Барт Манури, Марьетта Рен                  | Ник Ладдингтон                     | 9 ноября 2024  |
| После смерти Силко Заун погружается в анархию. Химбароны Смич, Кросс и Марго сражаются за контроль над нижним городом, несмотря на призывы Севики к объединению. Смич предлагает сдать Джинкс Пилтоверу в обмен на прекращение военных действий, но Севика отказывается. Джинкс встречает и спасает молодую сироту по имени Иша, которая потом следует за ней. В Пилтовере Виктор выходит из комы в теле, покрытом металлом. Понимая, что Джейс нарушил данное им обещание уничтожить хекс-ядро, он уходит от него и возвращается в Заун. Там среди прокаженных он обретает последователей, после того как исцеляет Хака, зависимого от Мерцания, с помощью новообретённых сил. Поджигатели Экко пытаются бороться с наплывом беженцев от войны банд в Зауне. Экко также замечает, что их дерево начинает проявлять признаки заражения. Хаймердингер говорит, что уже видел подобное в Пилтовере. Экко и Хеймердингер пробираются в Академию и обсуждают это с Джейсом. Команда Кейтлин совершает налёт на игровую комнату из детства Джинкс, которая сбегает, увидев Вай в облачении миротворца и теряя самообладание. Она попадает в засаду Смича и его приспешников, но её спасают Иша и Севика, убивая Смича. Джинкс говорит Севике, что намерена «закончить с тем, что осталось от [её] семьи». Синджед начинает эксперименты на органах волка, пойманного им. |   |                                                                       |                                                        |                                    |                |
| 12 | 3 | «Наконец-то правильно назвала имя» «Finally Got the Name Right»       | Арно Делор, Барт Манури, Кристелль Абгралль            | Генри Джонс                        | 9 ноября 2024  |
| Джинкс планирует возвратить Серость, собранные с фабрик Пилтовера загрязняющие вещества, обратно через вентиляции. Вай из-за возросшей после смерти матери агрессии Кейтлин умоляет её не меняться, Кейтлин соглашается и они разделяют первый поцелуй. После неудачного покушения на Амбессу Чёрная Роза, тайный орден магов из Ноксуса, похищает Мэл. Экко, Джейс и Хеймердингер исследуют теорию Виктора о «диких рунах», мистических аномалиях, вызванных работой хекстека. В подземном Хекс-хранилище они обнаруживают огромный мутирующий шар, заражающий Заун. В Зауне Вай и Кейтлин противостоят Джинкс и попадают в засаду Севики. Пока Кейтлин сражается с Севикой, Вай побеждает Джинкс, которая готова принять смерть от рук сестры, но вмешивается Иша и защищает Джинкс. Вай, после того как пытается достучаться до Кейтлин, не даёт ей выстрелить в Джинкс из-за риска попасть в Ишу. Севика взрывает бомбы Джинкс с краской, открывает воздуховод, распространяя Серость по всему Пилтоверу, и убегает с Джинкс и Ишей. Разгневанная тем, что действия Вай привели к побегу Джинкс, Кейтлин ударяет Вай и бросает её одну в слезах. Амбесса, которая, как выясняется, организовала атаку на мемориал, обвиняет во всём Заун ради введения военного положения и продвигает Кейтлин на роль главнокомандующей, которую та принимает. Мэдди и другие миротворцы, кроме Лориса, приветствуют Кейтлин как нового главнокомандующего. Синджед переливает свою кровь созданному им гибриду человека и волка. |   |                                                                       |                                                        |                                    |                |
| Акт 2 |   |                                                                       |                                                        |                                    |                |
| 13 | 4 | «Раскрасить город в синий цвет» «Paint the Town Blue»                 | Арно Делор, Барт Манури, Марьетта Рен                  | Грэм Макнилл                       | 16 ноября 2024 |
| Прошло некоторое время после объявления военного положения. Объединённые силы Пилтовера и Ноксуса оккупировали Заун, Джинкс скрывается с Ишей, Кейтлин теперь в отношениях с Мэдди, а Джейс, Экко и Хеймердингер пропали без вести, когда вошли в Хекс-хранилище. Кейтлин начинает сомневаться в Амбессе, которая безуспешно пыталась сама провести исследование Хекстека. Севика пытается убедить Джинкс, которую жители Зауна считают героем, возглавить восстание, но та отказывается. Ишу взяли на митинге миротворцы во главе с Риктусом, правой рукой Амбессы. Синджеда тоже берут, но тот оставляет кровавый след, по которому следует гибрид человека и волка. Севика сообщает о случившемся Джинкс, и они врываются в тюрьму Стиллуотер, чтобы спасти Ишу. В то же время на тюрьму нападает зверь, убивая охранников и заключённых. Севика с Ишей сбегают, в то время как Джинкс сражается со зверем, но проигрывает схватку. Монстр уже готовится убить девушку, но в последний момент узнаёт в ней Паудер. |   |                                                                       |                                                        |                                    |                |
| 14 | 5 | «Из камня, покрытого пузырями» «Blisters and Bedrock»                 | Арно Делор и Барт Манури                               | Кристина Фельске и Джованна Саркис | 16 ноября 2024 |
| Распознав в звере Вандера, Джинкс находит Вай, которая после расставания с Кейтлин стала борцом на арене. Всё ещё будучи скептичной, Вай идёт за Джинкс и Ишей в заброшенную шахту, где в итоге на них сперва нападает Вандер. Но, узнав Вай, он обнимает её, Джинкс и Ишу. Амбесса нанимает Синджеда, чтобы выследить Вандера. Кейтлин выясняет настоящее имя Синджеда — Корин Ревек, изгнанный из Пилтовера учёный, который создал Мерцание для того, чтобы вылечить свою неизлечимо больную дочь Орианну. Мэл оказывается в тюрьме Чёрной Розы, где воссоединяется со своим братом Кино, которого считала погибшим, и от него узнаёт, что у Амбессы был внебрачный ребёнок, и он цель их похитителей. Однако она осознаёт, что Кино перед ним — иллюзия. Её допрашивают члены Чёрной Розы, и Мэл проявляет свою спящую магическую силу. В Хекс-хранилище Джейс выбирается из дикой руны и сталкивается с Сейло, которого исцелил Виктор. Через Сейло с Джейсом общается Виктор и замечает, что тот тоже прикоснулся к аркейну. Травмированный своим опытом, Джейс клянётся уничтожить Хекстек и убивает Сейло. |   |                                                                       |                                                        |                                    |                |
| 15 | 6 | «Послание, скрытое в узоре» «The Message Hidden Within the Pattern»   | Арно Делор и Барт Манури                               | Алекс Йи                           | 16 ноября 2024 |
| Виктор и некто, выглядящая как Скай, расследуют феномен, после того как увидели убийство Сейло. Джинкс, Вай и Иша отводят в прибежище Виктора Вандера в надежде, что его можно исцелить. Через несколько дней Виктор начинает вытягивать наружу человечность Вандера. С помощью Синджеда Амбесса и Кейтлин выслеживают Вандера. Синджед пытается убедить Виктора отдать Вандера, но Виктор отказывается, видя, что Синджед просто хочет спасти Орианну. Вай следит за Синджедом, который возвращается в лагерь солдатов Ноксуса, но оказываеся пойманной Кейтлин. Амбесса приказывает Кейтлин и Синджеду обратить вспять усилия Виктора. Выясняется, что Вай и Кейтлин разработали план, и они нейтрализуют Амбессу и Синджеда. Преследуемый видениями, Джейс проникает в прибежище и убивает Виктора, вызывая цепную реакцию на людях, исцелённых Виктором, включая Вандера, который становится неконтролируемым и убивает Риктуса. Амбесса приходит в себя и нападает на прибежище и самого Вандера. Иша перегружает пистолет Джинкс камнями Хекстека и жертвует собой, чтобы уничтожить Вандера и солдат Ноксуса, отчего Джинкс приходит в отчаяние. |   |                                                                       |                                                        |                                    |                |
| Акт 3 |   |                                                                       |                                                        |                                    |                |
| 16 | 7 | «Притворись, что это в первый раз» «Pretend Like It's the First Time» | Арно Делор и Барт Манури                               | Аманда Овертон                     | 23 ноября 2024 |
| После событий в Хекс-хранилище Экко и Хеймердингер оказываются в параллельной реальности, где Хекстек не был изобретён, Майло, Клаггор и Бензо все ещё живы, Вандер и Силко в хороших отношениях, а Вай умерла во время ограбления квартиры Джейса. Чтобы вернуться домой, герои работают с Паудер из этой вселенной, которая не превратилась в Джинкс, чтобы воссоздать дикую руну и направить её силу в устройство отката времени. Экко и Паудер сближаются романтически на вечеринке, после чего он отправляется к устройству. Оно оказывается недостаточно сильным для них обоих, и Хеймердингер решает вернуть в их реальность только Экко, а сам исчезает из-за Хекстека. Тем временем Джейс перенёсся не в параллельную вселенную вместе с ними, а в постапокалиптическое будущее, где Хекстек уничтожил Пилтовер, и встречает персону в капюшоне, которая дала ему рунный камень, когда он был ребёнком. Узнав, что это будущее является результатом действий Виктора, Джейс обещает остановить его, прежде чем эта личность отправляет его обратно, после чего происходят события в прибежище Виктора и его последователей. |   |                                                                       |                                                        |                                    |                |
| 17 | 8 | «Убийство — это цикл» «Killing Is a Cycle»                            | Арно Делор и Барт Манури                               | Алекс Йи и Аманда Овертон          | 23 ноября 2024 |
| После жертвы Иши Джинкс теряет смысл жизни и сдаётся миротворцам. Кейтлин воссоединяется с Джейсом и Мэл, которая выжила благодаря своим приобретённым магическим способностям и вернулась в Пилтовер, узнав при этом от Чёрной Розы о чрезмерных амбициях Амбессы. После неудачных переговоров с Джейсом и Мэл Виктор, который теперь слился воедино с аркейном, предлагает Амбессе усилить её солдат в обмен на доступ к дикой руне под Хекс-вратами. Синджед начинает работать над восстановлением Вандера, теперь уже лишённого своих человеческих воспоминаний. В своей тюремной камере к Джинкс приходят видения Силко, который говорит ей, что «насилие — это цикл, который можно разорвать, только когда кто-то уходит». Её освобождает Вай, но Джинкс запирает её, намереваясь совершить самоубийство. Позже Кейтлин освобождает Вай из камеры, и их отношения вновь воспылают. Джейс объединяется с Кейтлин, чтобы эвакуировать Заун и организовать оборону Пилтовера от нападения сил Амбессы. Мэл тщетно пытается договориться со своей матерью Амбессой, которой Виктор предоставил своих «усовершенствованных» слуг как солдат для войны. |   |                                                                       |                                                        |                                    |                |
| 18 | 9 | «Грязь под твоими ногтями» «The Dirt Under Your Nails»                | Арно Делор и Барт Манури                               | Алекс Йи и Кристиан Линке          | 23 ноября 2024 |
| Солдаты Пилтовера пытаются держать строй против нападения Амбессы, чтобы Джейс успел вывести из строя Хекс-хранилище, но в итоге проигрывают бой солдатам Ноксуса. В ходе сражения погибает Лорис, а Мэдди оказывается двойным агентом и предает Кейтлин, но погибает сама. На помощь Пилтоверу приходят жители Зауна вместе с Джинкс, которую отговорил от самоубийства вернувшийся Экко. Выясняется, что атака была отвлекающим манёвром, в то время как Виктор, окончательно потерявший человеческий облик, проникает в хранилище. Его слуги подавляют сопротивление Пилтовера и Зауна. Лишённый сознания Вандер нападает на Вай и Джинкс. Кейтлин и Мэл сталкиваются с Амбессой и отделяют её от антимагических рун, которые та использовала как защиту от Чёрной Розы, и маги похищают её, но Мэл спасает от них свою мать, чем заслуживает уважение умирающей Амбессы. Виктор подчиняет себе дикую руну и берёт под контроль всех, реализуя свой план «великой эволюции». Под контроль Виктора не попадает только Экко, избегающего его с помощью устройства для перемещения во времени. Экко швыряет устройство в Виктора, что приводит к его дезориентации и потере контроля над Джейсом. Джейс убеждает Виктора отступить, раскрыв свою встречу с таинственной личностью, которая оказывается раскаявшимся Виктором из будущего. Вместе они уничтожают дикую руну и исчезают из реальности. Однако Вандер остаётся бушующим зверем, и, чтобы остановить его, Джинкс решает пожертвовать собой на глазах у Вай. Заун получает в Пилтовере место в Совете, и его занимает Севика, Мэл отправляется в Ноксус, Синджед излечивает свою дочь, а Кейтлин и Вай размышляют о совместном будущем. |   |                                                                       |                                                        |                                    |                |

## Разработка
Создание сериала по вселенной League of Legends было впервые предложено генеральным директором Riot Games Николо Лораном. Он заметил, что его дочь стала поклонницей мультфильма «Холодное сердце» и могла погружаться в эту вселенную благодаря мерчандайзу и услугам, предоставляемым Disney. Тогда Лорану пришла идея воссоздать такой же опыт увлечения, но по вселенной League of Legends, также позволить поклонникам погружаться во вселенную, как это делает Disney, но всё-таки по прежнему ориентироваться на геймерскую аудиторию, а не на семью. Лоран с сарказмом заметил, что создания косметики и строительства тематических парков нет в планах. Создание сериала длилось 6 лет, при этом из-за финансовых трудностей, процесс создания приходилось приостанавливать. Лоран опроверг популярное мнение того, что «Аркейн» создавался не для сторонних зрителей, а для поклонников League of Legends, чтобы ещё сильнее вовлечь их в игру и дать им новый повод вовлечь своих друзей или родственников.
League of Legends по жанру представляет собой MOBA, спортивно-матчевую игру, в игровом процессе которой повествование не играет особой роли, и характеры и отношения героев-«чемпионов» показываются лишь через описания и короткие реплики. По воспоминаниям креативного директора Riot Games Кристиана Линке, при просмотре первых пробных сцен в процессе разработки сериала он впервые увидел, как персонажи League of Legends в буквальном смысле разговаривают — в самой игре реплики звучат за кадром, и у персонажей не двигаются рты. Несмотря на такую схематичность первоисточника, компания-разработчик Riot Games постоянно стремилась развивать вымышленную вселенную за пределами приложения для запуска игры — она выпускала текстовые рассказы о героях, графические романы и музыкальные клипы.
Хотя вселенная League of Legends содержит множество персонажей и возможных мест действия, создатели сериала Кристиан Линке и Алекс Йи при выборе главных героев остановились именно на сёстрах Вай и Джинкс — эти персонажи и раньше выделялись в рамках игры: Вай в 2012 году первой из всех чемпионов получила собственный экран загрузки с посвящённой ей песней; появление Джинкс в игре в 2013 году сопровождалось музыкальным роликом-«синематиком» — опять же первым, посвящённым исключительно одному персонажу, и тоже с тематической песней. Для Линке именно Вай и Джинкс представляли особый интерес: сами эти персонажи казались ближе к реальному миру, чем более «фэнтезийные» герои, и их разные характеры и упоминаемое, но никак не объяснённое противостояние было источником интересного конфликта.
Аниматорам студии Fortiche была дана свобода самовыражения — по словам Линке, он относился к аниматорам как к актёрам, которые могут сами находить способы «отыграть» ту или иную сцену; благодаря этому героини оказались наделены многими мелкими деталями и манерами, прибавляющими им индивидуальности — как, например, выражающая гнев мимика на лице Джинкс или привычка Вай в раздражении или нетерпении притоптывать ногой, наподобие нервного тика. Хотя многие анимации по плавности напоминают захват движения, эта технология в работе над сериалом не использовалась, анимация создавалась вручную.

## Маркетинг
1 ноября 2021 года было объявлено о том, что события, посвящённые премьере мультсериала, пройдут во всех играх Riot Games, а именно League of Legends, Legends of Runeterra, Teamfight Tactics, League of Legends: Wild Rift и Valorant. Также состоялась коллаборация с играми, не принадлежащими Riot Games, — PUBG Mobile, Fortnite и Among Us.
6 ноября 2021 года во время мировой премьеры, Riot Games организовала стрим первой серии на платформе Twitch, стримеры, получившие разрешение от Riot Games, также провели трансляции первых трёх серий на своих каналах; во время просмотра зрители могли получить игровые награды в League of Legends, Legends of Runeterra, Teamfight Tactics, League of Legends: Wild Rift и Valorant. Премьера на Twitch собрала 1,8 млн зрителей.

## Показ
Первоначально создатели планировали выпустить мультсериал в 2020 году, однако премьера была отложена на год в связи с пандемией COVID-19. Выпуск первых трёх серий состоялся 6 ноября 2021 года на стриминговых платформах Netflix и Tencent Video. Сериал разделён на три «акта» по три серии; премьера второго и третьего актов состоялась 13 и 20 ноября соответственно. После выхода финальной серии 20 ноября 2021 года Riot Games и Netflix объявили, что сериал продлён на второй сезон, который будет выпущен не ранее 2023 года.
Также Riot планируют выпустить документальный сериал о создании первого сезона «Аркейна» под названием «Arcane: Bridging the Rift». Премьера сериала из пяти серий, которые выходили еженедельно на Youtube, состоялась 4 августа 2022 года.

## Саундтрек
Официальный саундтрек к мультсериалу, состоящий из 11 композиций, был выпущен 20 ноября 2021 года. Трек «Enemy» из вступительной заставки в исполнении Imagine Dragons и J.I.D также вышел отдельным синглом 28 октября 2021 года.
Оригинальная симфоническая музыка к «Аркейну» была написана Александром Темплом и Алексом Сивером. Саундтрек состоит из 90 композиций, которые разделены на три альбома, соответствующих каждому акту. Музыка из альбомов стала доступна 1, 8 и 15 ноября 2021 года.
| №                   | Название                     | Автор(ы)                          | Длительность |
| ------------------- | ---------------------------- | --------------------------------- | ------------ |
| 1.                  | «Playground»                 | Беа Миллер                        | 3:50         |
| 2.                  | «Our Love»                   | Кёртис Хардинг и Джазмин Салливан | 3:38         |
| 3.                  | «Goodbye»                    | Ramsey                            | 3:50         |
| 4.                  | «Dirty Little Animals»       | Bones UK                          | 3:25         |
| 5.                  | «Enemy»                      | Imagine Dragons и J.I.D           | 2:53         |
| 6.                  | «Guns for Hire»              | Woodkid                           | 3:46         |
| 7.                  | «Misfit Toys»                | Pusha T и Mako                    | 3:09         |
| 8.                  | «Dynasties and Dystopia»     | Дензел Карри, Gizzle и Брен Джой  | 2:58         |
| 9.                  | «Snakes»                     | PVRIS и Miyavi                    | 2:41         |
| 10.                 | «When Everything Went Wrong» | Fantastic Negrito                 | 3:13         |
| 11.                 | «What Could Have Been»       | Стинг и Рэй Чен                   | 3:33         |
| Общая длительность: | Общая длительность:          | Общая длительность:               | 36:56        |

| №                   | Название                                       | Длительность |
| ------------------- | ---------------------------------------------- | ------------ |
| 1.                  | «The Bridge» (при участии Рэя Чена)            | 1:42         |
| 2.                  | «The City of Progress»                         | 1:19         |
| 3.                  | «Intruders»                                    | 0:38         |
| 4.                  | «The Getaway»                                  | 1:21         |
| 5.                  | «Just a Taste»                                 | 2:06         |
| 6.                  | «You're Stronger Than You Think»               | 1:29         |
| 7.                  | «Someone Just Volunteered»                     | 3:00         |
| 8.                  | «The Flashback»                                | 2:19         |
| 9.                  | «Some Mysteries Are Better Left Unsolved»      | 1:47         |
| 10.                 | «Escape From the Arcade»                       | 1:06         |
| 11.                 | «The Grand Council Chamber»                    | 1:08         |
| 12.                 | «The Trial»                                    | 1:26         |
| 13.                 | «There's a Monster Inside All of Us»           | 1:43         |
| 14.                 | «You Can't Escape the Past»                    | 3:36         |
| 15.                 | «It's Viktor»                                  | 1:12         |
| 16.                 | «A Story of Opposites» (при участии Келси Хан) | 1:47         |
| 17.                 | «Stubborn to the End»                          | 2:46         |
| 18.                 | «Deal's Changed»                               | 1:14         |
| 19.                 | «Our Hextech Dream»                            | 1:11         |
| 20.                 | «Give Us a Chance»                             | 1:07         |
| 21.                 | «I Can Help Them»                              | 0:57         |
| 22.                 | «A Short Reunion»                              | 2:04         |
| 23.                 | «Rise to the Surface»                          | 1:44         |
| 24.                 | «Open Up!»                                     | 0:47         |
| 25.                 | «The Era of Hextech»                           | 1:06         |
| 26.                 | «You Have to Work!»                            | 1:20         |
| 27.                 | «The Explosion»                                | 1:22         |
| 28.                 | «Revenge»                                      | 3:11         |
| 29.                 | «You're a Jinx»                                | 4:25         |
| Общая длительность: | Общая длительность:                            | 50:53        |

| №                   | Название                                 | Длительность |
| ------------------- | ---------------------------------------- | ------------ |
| 1.                  | «A Bicentennial»                         | 2:35         |
| 2.                  | «The Firelights»                         | 1:37         |
| 3.                  | «She's Here» (при участии Рэя Чена)      | 2:10         |
| 4.                  | «The Next Chapter of Hextech»            | 1:44         |
| 5.                  | «Our Future Is Bright»                   | 0:51         |
| 6.                  | «Fire»                                   | 0:55         |
| 7.                  | «Stillwater Prison»                      | 0:36         |
| 8.                  | «The Assailant»                          | 0:56         |
| 9.                  | «Field Shooting»                         | 0:55         |
| 10.                 | «Order for Release»                      | 2:40         |
| 11.                 | «Headache»                               | 0:40         |
| 12.                 | «Too Risky»                              | 1:04         |
| 13.                 | «Welcome to the Lanes»                   | 0:56         |
| 14.                 | «They Think, They Adapt»                 | 0:51         |
| 15.                 | «Rematch»                                | 0:36         |
| 16.                 | «The Concerto» (при участии Рэя Чена)    | 2:25         |
| 17.                 | «Romance»                                | 2:51         |
| 18.                 | «Traitor»                                | 3:51         |
| 19.                 | «She's Back»                             | 1:10         |
| 20.                 | «The Toy Boat»                           | 1:23         |
| 21.                 | «You've Got a Good Heart»                | 2:08         |
| 22.                 | «I'm Calling It the Hexcore»             | 1:39         |
| 23.                 | «The Apothecary»                         | 1:51         |
| 24.                 | «A Well-Deserved Retirement»             | 2:27         |
| 25.                 | «How Could I Forget?»                    | 1:37         |
| 26.                 | «I Understand Now»                       | 1:02         |
| 27.                 | «I'm Right Here» (при участии Келси Хан) | 1:18         |
| 28.                 | «Showdown»                               | 3:44         |
| Общая длительность: | Общая длительность:                      | 46:32        |

| №                   | Название                                           | Длительность |
| ------------------- | -------------------------------------------------- | ------------ |
| 1.                  | «I Missed You»                                     | 1:34         |
| 2.                  | «A Delicate Art»                                   | 0:44         |
| 3.                  | «We'll Get Through This»                           | 0:48         |
| 4.                  | «The Price of Our Freedom» (при участии Келси Хан) | 2:13         |
| 5.                  | «Don't Forget Again»                               | 1:57         |
| 6.                  | «Everyone Else Betrays Us»                         | 1:32         |
| 7.                  | «This City Needs Healing»                          | 2:01         |
| 8.                  | «We Call Them Firelights»                          | 1:25         |
| 9.                  | «Viktor and the Hexcore»                           | 1:14         |
| 10.                 | «Ambush»                                           | 3:23         |
| 11.                 | «Boy Savior»                                       | 2:07         |
| 12.                 | «Old Friend» (при участии Келси Хан)               | 1:02         |
| 13.                 | «A Wolf Has No Mercy»                              | 2:44         |
| 14.                 | «All For Nothing»                                  | 1:28         |
| 15.                 | «Mother and Daughter»                              | 1:11         |
| 16.                 | «It's Just Heimerdinger Now»                       | 2:34         |
| 17.                 | «A Diplomatic Solution»                            | 2:22         |
| 18.                 | «Oil and Water»                                    | 1:07         |
| 19.                 | «First Steps»                                      | 0:50         |
| 20.                 | «Something I've Been Working On»                   | 1:57         |
| 21.                 | «We Got a Deal, Pretty Boy?»                       | 1:59         |
| 22.                 | «The Raid»                                         | 1:17         |
| 23.                 | «Fallout» (при участии Рэя Чена)                   | 2:21         |
| 24.                 | «You Won't Make It Alone»                          | 2:15         |
| 25.                 | «Everyone's Gotta Do Their Part»                   | 1:33         |
| 26.                 | «Promise Me»                                       | 1:46         |
| 27.                 | «Oasis»                                            | 0:58         |
| 28.                 | «Is There Anything So Endearing as a Daughter?»    | 0:58         |
| 29.                 | «She Still Needs You»                              | 2:11         |
| 30.                 | «One Final Proposal»                               | 1:27         |
| 31.                 | «Where Should I Sit?»                              | 3:50         |
| 32.                 | «Remember Who You Are»                             | 1:54         |
| 33.                 | «You're Perfect»                                   | 1:18         |
| Общая длительность: | Общая длительность:                                | 58:00        |

Официальный саундтрек ко второму сезону мультсериала, состоящий из 22 композиций, был выпущен 23 ноября 2024 года.
| №                   | Название                 | Автор(ы)                      | Длительность |
| ------------------- | ------------------------ | ----------------------------- | ------------ |
| 1.                  | «Heavy is the Crown»     | Майк Шинода и Эмили Армстронг | 1:42         |
| 2.                  | «I Can't Hear It Now»    | Фрея Райдингз                 | 2:41         |
| 3.                  | «Sucker»                 | Marcus King                   | 3:44         |
| 4.                  | «Renegade»               | Raja Kumari и Стеффлон Дон    | 2:41         |
| 5.                  | «Hellfire»               | FEVER 333                     | 2:45         |
| 6.                  | «To Ashes and Blood»     | Woodkid                       | 4:06         |
| 7.                  | «Paint the Town Blue»    | Ашникко                       | 1:55         |
| 8.                  | «Remember Me (Intro)»    | d4vd                          | 1:40         |
| 9.                  | «Remember Me»            | d4vd                          | 2:02         |
| 10.                 | «这样很好 (Isha's Song)» | Eason Chan                    | 4:25         |
| Общая длительность: | Общая длительность:      | Общая длительность:           | 01:02:24     |

## Отзывы и оценки
Сериал был положительно воспринят критиками. Рейтинг агрегатора Rotten Tomatoes составляет 100 % со средней оценкой 9,1 на основе 25 рецензий. Сериал стал самым популярным на стриминговом сервисе Netflix и получил восторженные отзывы как у зрителей, так и у игровой прессы. В течение недели после премьеры сериалу удалось установить рекорд просмотров на Netflix, заняв первую позицию в чарте топ-10 программ в 52 странах и второе место в США.
Примечательно, что авторитетные киноиздания проигнорировали запуск «Аркейна», это сказывалось и на недостатке имевшихся по состоянию на ноябрь 2021 года критических отзывов на агрегаторах. Николо Лоран, глава Riot Games, заметил, что это в том числе было связано с тем, что сериал рекламировался для геймерской аудитории и игровой прессы. Лоран признался, что реакция на сериал превзошла самые положительные ожидания создателей, на фоне того, что экранизации компьютерных игр в последние годы были провальными и спорными.
По итогам 2021 года многие издания, в частности Polygon, Radio Times
, IGN, GameRant, Gizmodo включили «Аркейн» в свои списки лучших сериалов или мультсериалов года. «Мир фантастики» назвал «Аркейн» лучшим мультсериалом года.

## Награды и номинации
Мультсериал был номинирован на 9 премий на 49-й церемонии вручения премии «Энни», состоявшейся 12 марта 2022 года, и выиграл все 9.
Шоу было удостоено награды на церемонии Creative Arts. Это первый раз, когда стриминговый сериал получает награду в данной категории.
| Год  | Награда                                             | Категория                                                                          | Номинант(ы) | Результат | Пр.    |
| ---- | --------------------------------------------------- | ---------------------------------------------------------------------------------- | --- | --------- | ------ |
| 2022 | Международный фестиваль анимационных фильмов в Анси | Лучшая телепрограмма                                                               | «Когда эти стены рушатся» | Номинация | [ 41 ] |
| 2022 | Премия «Энни»                                       | Лучшая анимационная телепрограмма для широкой аудитории                            | «Когда эти стены рушатся» | Победа    | [ 40 ] |
| 2022 | Премия «Энни»                                       | Лучшие анимационные эффекты в анимационной телепрограмме                           | Гийом Дегрут, Орельен Рессенкур, Мартин Тузе, Фредерик Масе и Жером Дюпре (за эпизод «Масло и вода») | Победа    | [ 40 ] |
| 2022 | Премия «Энни»                                       | Лучшая анимация персонажей в анимационной телепрограмме                            | Леа Шерве (за эпизод «Монстр, созданный тобой») | Победа    | [ 40 ] |
| 2022 | Премия «Энни»                                       | Лучший дизайн персонажей в анимационной телепрограмме                              | Эван Монтейро (за эпизод «Некоторые тайны лучше оставить в покое») | Победа    | [ 40 ] |
| 2022 | Премия «Энни»                                       | Лучшая режиссура в анимационной телепрограмме                                      | Паскаль Шаррю, Арно Делор и Барт Монури (за эпизод «Монстр, созданный тобой») | Победа    | [ 40 ] |
| 2022 | Премия «Энни»                                       | Лучшая работа художника-постановщика в анимационной телепрограмме                  | Жульен Жоржель, Эмерик Кэвин и Арно Бодри (за эпизод «С Днём Прогресса!») | Победа    | [ 40 ] |
| 2022 | Премия «Энни»                                       | Лучшая раскадровка в анимационной телепрограмме                                    | Симон Андриво (за эпизод «Когда эти стены рушатся») | Победа    | [ 40 ] |
| 2022 | Премия «Энни»                                       | Лучшая озвучка в анимационной телепрограмме                                        | Элла Пернелл (за эпизод «Когда эти стены рушатся») | Победа    | [ 40 ] |
| 2022 | Премия «Энни»                                       | Лучший сценарий в анимационной телепрограмме                                       | Кристиан Линке и Алекс Йи (за эпизод «Монстр, созданный тобой») | Победа    | [ 40 ] |
| 2022 | Billboard Music Awards                              | Лучший саундтрек                                                                   | Различные исполнители | Номинация | [ 42 ] |
| 2022 | British Film Editors Cut Above Awards               | Лучший монтаж в анимационном сериале                                               | Айван Биланчо, Гилад Кармель, Роберто Фернандес, Лоуренс Ган, Мартин Джей, Бенджамин Массубр, Эрнесто Матаморос Кокс, Назим Меслем, Эммануэль Пелински и Дэвид Иэн Солтер                                                             | Победа    | [ 43 ] |
| 2022 | Dorian Awards                                       | Лучшее анимационное шоу                                                            | Аркейн | Номинация | [ 44 ] |
| 2022 | Golden Reel Awards                                  | Лучший монтаж звука в нетеатральной анимации                                       | Брэд Бомонт, Элиот Коннорс, Александр Темпл, Шеннон Бомонт, Александр Эфрем, Дэн О’Коннелл, Джон Куччи и Алекс Сивер (за эпизод «Когда эти стены рушатся»)                                                                            | Победа    | [ 45 ] |
| 2022 | Hollywood Critics Association TV Awards             | Лучший потоковый мультсериал или телефильм                                         | Аркейн | Победа    | [ 46 ] |
| 2022 | Премия «Хьюго»                                      | Лучшая постановка, Малая форма                                                     | Кристиан Линке, Алекс Йи, Коннор Шихи, Эш Брэннон, Паскаль Шаррю и Арно Делор (за эпизод «Монстр, созданный тобой») | Номинация | [ 47 ] |
| 2022 | Прайм-таймовая премия «Эмми»                        | Лучшая анимационная программа                                                      | Кристиан Линке, Марк Меррилл, Брэндон Бек, Джейн Чанг, Томас Ву, Жером Комб, Мелинда Вунш Дилгер, Паскаль Шарру, Арно Делор, Алекс Йи, Эш Брэннон, Конор Шихи, Бартелеми Монури и Дэвид Лайерли (за эпизод «Когда эти стены рушатся») | Победа    | [ 48 ] |
| 2022 | Прайм-таймовая премия «Эмми»                        | Лучший звуковой монтаж комедийного или драматического сериала (полчаса) и анимации | Брэд Бомонт, Элиот Коннорс, Шеннон Бомонт, Алекс Эфраим, Александр Темпл, Алекс Сивер, Дэн О’Коннелл и Джон Куччи (за эпизод «Когда эти стены рушатся»)                                                                               | Номинация | [ 48 ] |
| 2022 | Прайм-таймовая премия «Эмми»                        | Лучшие индивидуальные достижения в анимации                                        | Бруно Кушиньо (дизайнер заднего плана) (за эпизод «Когда эти стены рушатся») | Победа    | [ 49 ] |
| 2022 | Прайм-таймовая премия «Эмми»                        | Лучшие индивидуальные достижения в анимации                                        | Жюльен Жоржель (арт-директор) (за эпизод «С Днём Прогресса!») | Победа    | [ 49 ] |
| 2022 | Прайм-таймовая премия «Эмми»                        | Лучшие индивидуальные достижения в анимации                                        | Анн-Лора То (художник по цветному сценарию) (за эпизод «Мальчик-спаситель») | Победа    | [ 49 ] |
| 2022 | Премия «Сатурн»                                     | Лучший анимационный сериал на телевидении                                          | Аркейн | Номинация | [ 50 ] |

## Комментарии
1. ↑  Анимация и производство
2. ↑  Производство